# نيكي تود
نيكي تود هي لاعبة الاسكواش كندية، ولدت في 7 يوليو 1990 في ريجاينا في كندا.

## وصلات خارجية
- نيكي تود على موقع الاتحاد الدولي لمحترفي الاسكواش (مؤرشف) (الإنجليزية)
- نيكي تود على موقع SquashInfo.com (الإنجليزية)
- نيكي تود على موقع الجمعية الدولية للألعاب العالمية (الإنجليزية)